# Ange Pitou

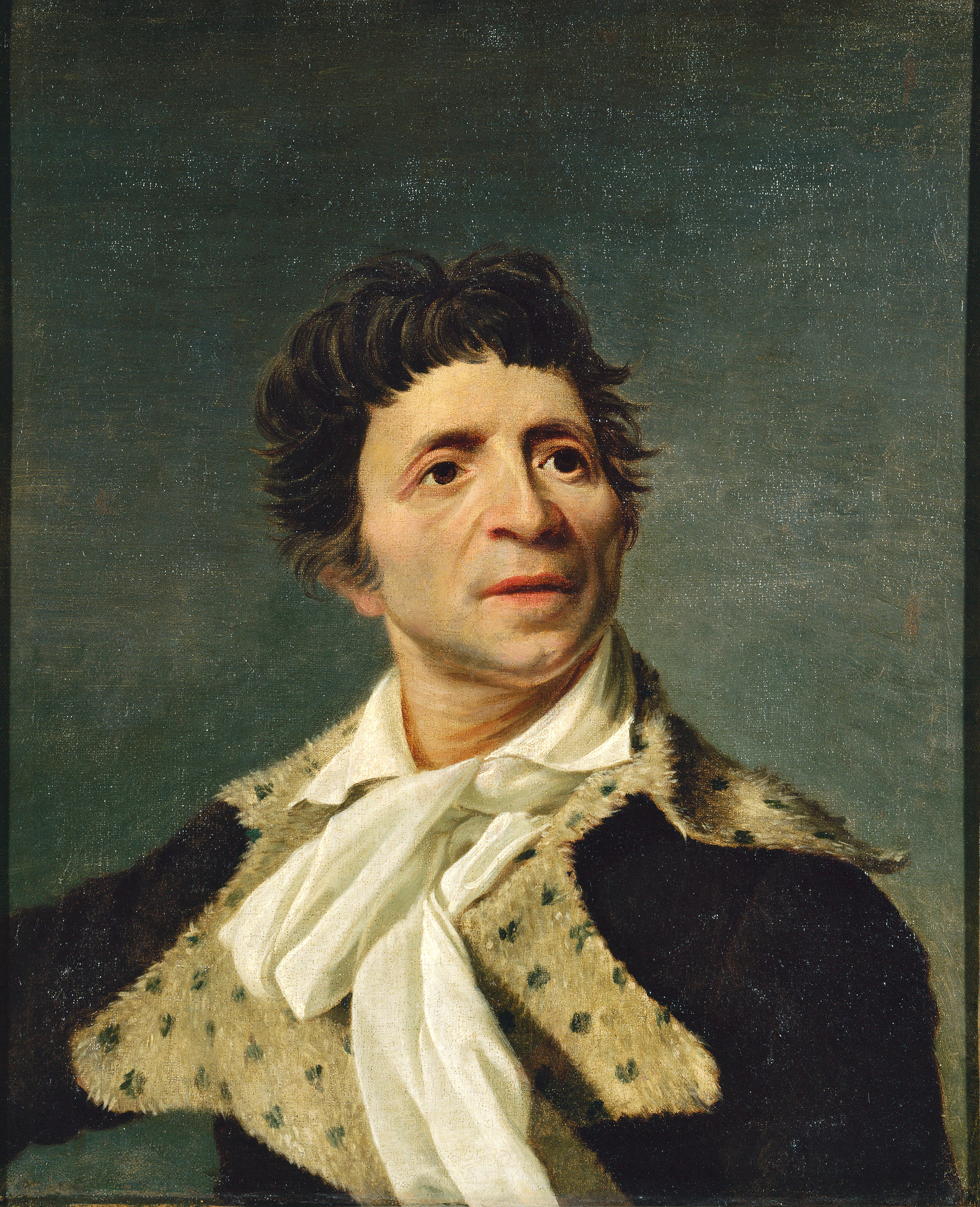
Jean-Paul Marat

Ange Pitou (1850–1851, česky většinou jako Dobytí Bastily) je dobrodružný historický román francouzského spisovatele Alexandra Dumase staršího, který napsal ve spolupráci s Augustem Maquetem. Jde o třetí část autorova románového cyklu Paměti lékařovy (Mémoires d'un médecin), ve kterém je zachycena příprava a počáteční průběh Velké francouzské revoluce v letech 1770 až 1793.

## Obsah románu
Román se odehrává v roce 1789 a kromě hrdinů z předcházejících částí cyklu (romány Josef Balsamo a Královnin náhrdelník) se v něm objevují další postavy – sirotek Ange Pitou, jeho přítel Sebastian, syn doktora Gilberta a Andrée, a představitel třetího stavu, sedlák a filozof Billot.
Ange Pitou je chudý chlapec, kterého po smrti jeho matky vychovává chamtivá teta. Ta ho nechá studovat na kněze, Pitou je však ze školy vyloučen a teta ho vyhodí z domu. Ujme se ho Billot, do jehož dcery Kateřiny se Pitou zamiluje.
Pitou má být zatčen za pobuřující knihu, kterou ve skutečnosti napsal doktor Gilbert. Proto uprchne a cestou potká Billota, který míří do Paříže oznámit krádež na statku. V Paříži se dozvědí od Sebastiana, že jeho otec je v Bastile. Billot se rozhodne Gilberta osvobodit. Podaří se mu přesvědčit dav, aby táhl na Bastilu a revolucionář Jean-Paul Marat k tomu obstará zbraně. Díky Billotově chytrosti je Bastila dobyta a vězni osvobozeni. Dav je však rozvášněn, ničí, pálí, vraždí a zabije i velitele Bastily.
Gilbert zjistí, že byl uvězněn na příkaz ministra financí Neckera, který tak vyhověl žádosti André de Charny. Vydá se ke králi a Ludvík XVI. jej nakonec jmenuje svým osobním doktorem. Andrée jej pozná a vypráví o svém neštěstí královně. Olivier de Charny si poprvé pozorněji všimne své ženy, kterou si původně vzal jenom proto, aby zachránil čest královny.
Ke králi do Versailles přichází velký dav Pařížanů vedených pařížskými ženami, nespokojenými s drahotou a s nedostatkem potravin. Ludvík XVI. ženy vyslechne a slíbí uvolnit potraviny z královských zásob, jenže druhý den dav vtrhne do zámku a začne vraždit královy stráže. Olivier de Charny chrání královnu, jeho bratr George krále a je při tom zabit. Krále zachrání až Billot, který přivede ma pomoc markýze La Fayetta, velitele nové pařížské národní gardy. Ten vyjednáváním situaci uklidni, králova moc je však zlomena. Královská rodina je nucena odjet do Paříže a usídlit se v Tuileriích, král se musí podřídit vůli Zákonodárného národního shromáždění.
Ange Pitou se vrací se Sebastianem na venkov a ve vsi založí národní gardu. Kateřina se ujímá řízení statku, protože Billot zůstává v Paříži, a tajně se stýká s dalším Olivierovým bratrem, mladým Isidorem de Charny. Ten však musí odjet po Georgově smrti do Paříže, což Kateřinu zdrtí.

## Česká vydání
- Dobytí Bastily I.–II., Josef R. Vilímek, Praha 1912–1913, přeložil Jarka Nevole, znovu 1924, 1929 a 1936.
- Dobytí Bastily I.–II., Vladimír Orel, Praha 1929, přeložil Bedřich Vaníček.
- Dobytí Bastily I.–II., Hennig Franzen, Praha 1929, přeložila Růžena Pochová.
- Ange Pitou I.–II., Alois Neubert. Praha 1932, přeložil Josef Janský.
- Dobytí Bastily I.–II., Svoboda, Praha 1971, přeložil Ladislav Jehlička.